# Inverclyde
Inverclyde is een raadsgebied (council area) in het midwesten van Schotland met een oppervlakte van slechts 160 km². De hoofdplaats is Greenock en het raadsgebied heeft 78.150 inwoners (2017).

## Plaatsen
- Ardgowan
- Gourock, Greenock
- Inverkip
- Kilmacolm
- Port Glasgow
- Quarrier's Village
- Wemyss Bay

Aberdeen · Aberdeenshire · Angus · Argyll and Bute · City of Edinburgh · Clackmannanshire · Dumfries and Galloway · Dundee City · East Ayrshire · East Dunbartonshire · East Lothian · East Renfrewshire · Falkirk · Fife · Glasgow City · Highland · Inverclyde · Midlothian · Moray · Na h-Eileanan Siar (Buiten-Hebriden) · North Ayrshire · North Lanarkshire · Orkney Islands · Perth and Kinross · Renfrewshire · Scottish Borders · Shetland Islands · South Ayrshire · South Lanarkshire · Stirling · West Dunbartonshire · West Lothian
Zie ook: lieutenancy areas, de vroegere regio's en graafschappen